# Ophiocanops felli
Ophiocanops felli är en ormstjärneart som först beskrevs av McKnight 2003.  Ophiocanops felli ingår i släktet Ophiocanops och familjen skinnormstjärnor. Inga underarter finns listade i Catalogue of Life.